# 椎尾山
椎尾山（しいおさん）は、茨城県桜川市の南部にある標高256mの山である。石岡市と桜川市の境付近を南北に連なる筑波連山の支峰の一つで、筑波山の北西の尾根の末端が盛り上がったような山体である。
中腹には、三重塔で知られる天台宗の古刹・薬王院があり、関東ふれあいの道のコースにもなっている。

## 関係項目
- 筑波山地